# Heidolsheim
Heidolsheim é uma comuna francesa na região administrativa de Grande Leste, no departamento Baixo Reno. Estende-se por uma área de 5,86 km². Em 2010 a comuna tinha 539 habitantes (densidade: 92 hab./km²).